# Can Rodon (Cabrera de Mar)
Can Rodon és una obra de Cabrera de Mar (Maresme) protegida com a Bé Cultural d'Interès Local.

## Descripció
Masia amb teulada a doble vessant de dues plantes i un pis. Portal rodó dovellat amb dos bancs de pedra a cada banda. La façana conserva una finestra gòtica. Interiorment els cossos són paral·lels a la façana.
A la part esquerra de la façana se li ha afegit un cos amb dos finestrals amb arcades.

## Història
Actualment hi ha un bar i instal·lacions esportives.